# Grace Under Fire
Grace Under Fire is een Amerikaanse komedieserie die op de Amerikaanse televisie oorspronkelijk werd uitgezonden van oktober 1993 tot en met februari 1998. Hoofdrolspeelster Brett Butler werd hiervoor zowel in 1995 als 1997 genomineerd voor een Golden Globe, waarbij in 1995 ook de serie zelf genomineerd werd in de categorie 'beste komedieserie'.
Centraal in de serie staat Grace Kelly (Brett Butler), een gescheiden alleenstaande moeder en herstellend alcoholiste die uit een gewelddadig huwelijk is gestapt. Kelly tracht een nieuw leven op te bouwen om zo haar kinderen Quentin (Jon Paul Steuer) en Libby (Kaitlin Cullum) te behoeden voor de misstappen die zijzelf maakte. Andere vaste personages in de serie zijn haar buren Nadine (Julie White) en Wade Swoboda (Casey Sander), Quentin en Libby's vader en tevens herstellend alcoholist Jimmy (Geoffrey Pierson), zijn al zijn fouten ontkennende moeder Jean (Peggy Rea) en de bevriende drogist Russel Norton (Dave Thomas).
De sitcom werd in Nederland door Net5 uitgezonden.

## Rolverdeling
- Brett Butler - Grace Kelly
- Dave Thomas - Russell Norton
- Julie White - Nadine Swoboda (1993-1997)
- Casey Sander - Wade Swoboda
- Jon Paul Steuer - Quentin Kelly (1993-1996)
- Sam Horrigan - Quentin Kelly (1996-1998)
- Kaitlin Cullum - Elizabeth Louise "Libby" Kelly
- Dylan en Cole Sprouse - Patrick Kelly
- Peggy Rea - Jean Kelly (1995-1998)
- Don 'D.C.' Curry - D.C. (1997-1998)
- Lauren Tom - Dot (1997-1998)
- Tom Poston - Floyd Norton (1995-1998)
- Walter Olkewicz - Dougie Boardreau (1993-1996)
- Dave Florek - Vic (1993-1996)
- Louis Mandylor - Carl (1993-1994)
- Charles Hallahan - Bill Davis (1993-1994)
- Valri Bromfield - Faith Burdette (1993-1995)
- Paul Dooley - John Shirley (1994-1996)
- Alan Autry - Rick Bradshaw (1995-1996)
- Julia Duffy - Bev Henderson (1998)

## Afleveringen
Zie: Lijst van afleveringen van Grace Under Fire